# Grupy ochronne

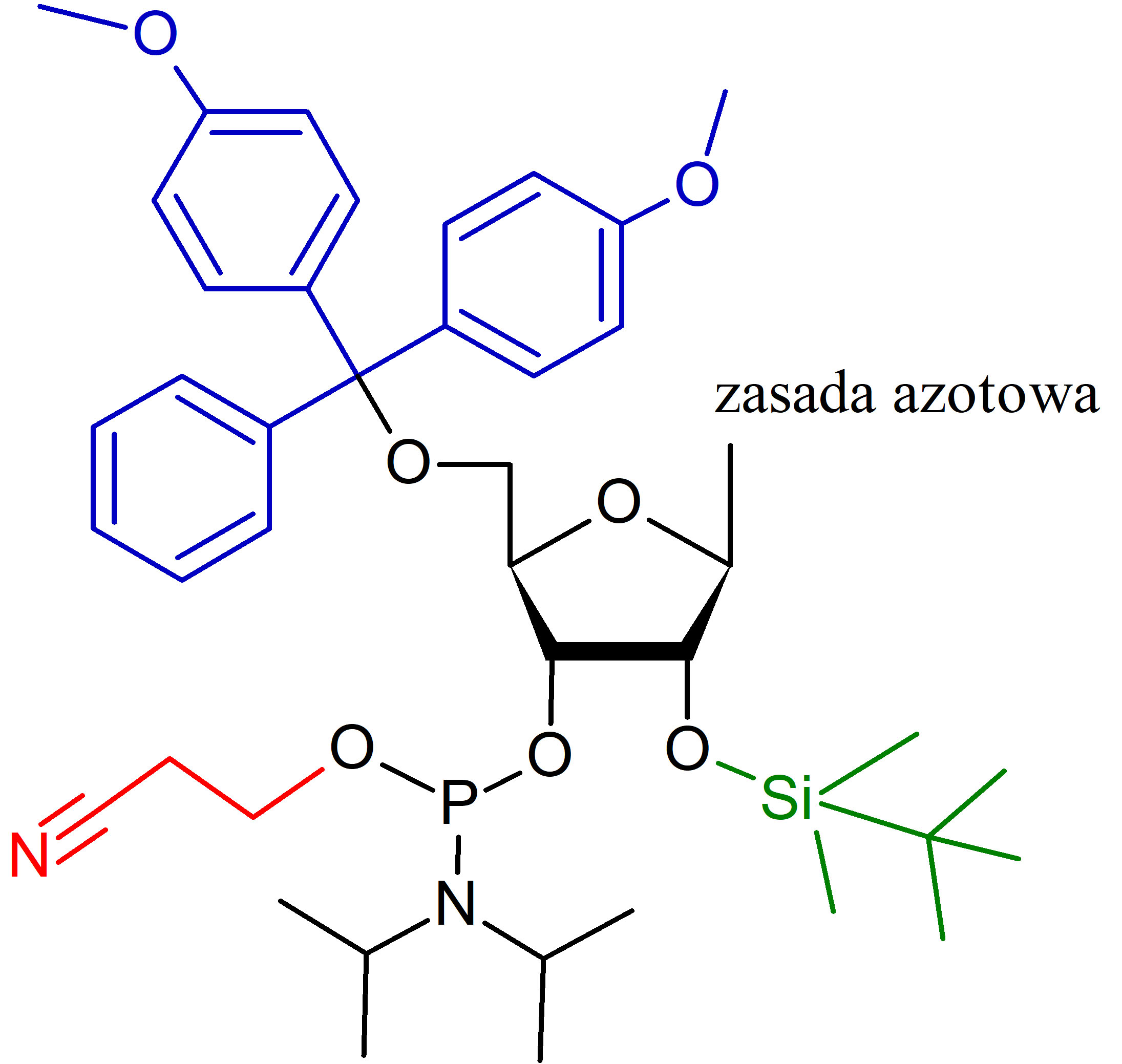
Przykład ortogonalnie zabezpieczonego monomeru stosowanego w syntezie oligonukleotydów. Na niebiesko oznaczono kwasolabilną grupę dimetoksytrytylową (DMTr), na czerwono zasadolabilną grupę 2-cyjanoetylową (CE), na zielono grupę tert-butylodimetylosililową (TBDMS) usuwaną fluorkami

Grupy ochronne (również: blokujące, protekcyjne, zabezpieczające) – rodzaj ugrupowań chemicznych tymczasowo przyłączanych do wybranych grup funkcyjnych związku wielofunkcyjnego w celu zapobiegania ich dalszym przekształceniom w toku syntezy organicznej. O przydatności danej grupy ochronnej decyduje spełnienie następujących warunków:
- jej wprowadzenie powinno zachodzić łatwo i z dużą wydajnością
- reagenty służące do jej wprowadzania powinny być dostępne handlowo i tanie lub być łatwe do otrzymania
- powinna być łatwa do scharakteryzowania chemicznego i nie prowadzić do komplikacji, takich jak wprowadzanie nowych centrów stereogenicznych
- powinna być stabilna podczas chromatografii
- musi być stabilna w jak największej ilości warunków chemicznych
- jej usunięcie powinno zachodzić selektywnie, z dużą wydajnością, w ściśle określonych warunkach
- produkty uboczne powstające w wyniku usunięcia grupy ochronnej powinny być łatwe do odseparowywania od pożądanego produktu oraz substratu

Wykorzystanie grupy ochronnej w toku syntezy dodaje przynajmniej dwa dodatkowe etapy do zaplanowanego ciągu syntetycznego – etap protekcji (zabezpieczania), w którym wybrane ugrupowanie jest dołączane do danej grupy funkcyjnej związku, blokując możliwość ulegania dalszym reakcjom, oraz etap deprotekcji (odbezpieczania), w którym grupa ochronna jest usuwana, przywracając daną grupę funkcyjną do pierwotnej postaci.

## Rodzaje grup ochronnych

### Grupy stosowane do protekcjialkoholiifenoli
Najpopularniejsze metody zabezpieczania grup hydroksylowych wykorzystują ich przekształcenie w etery, acetale, ketale bądź estry.

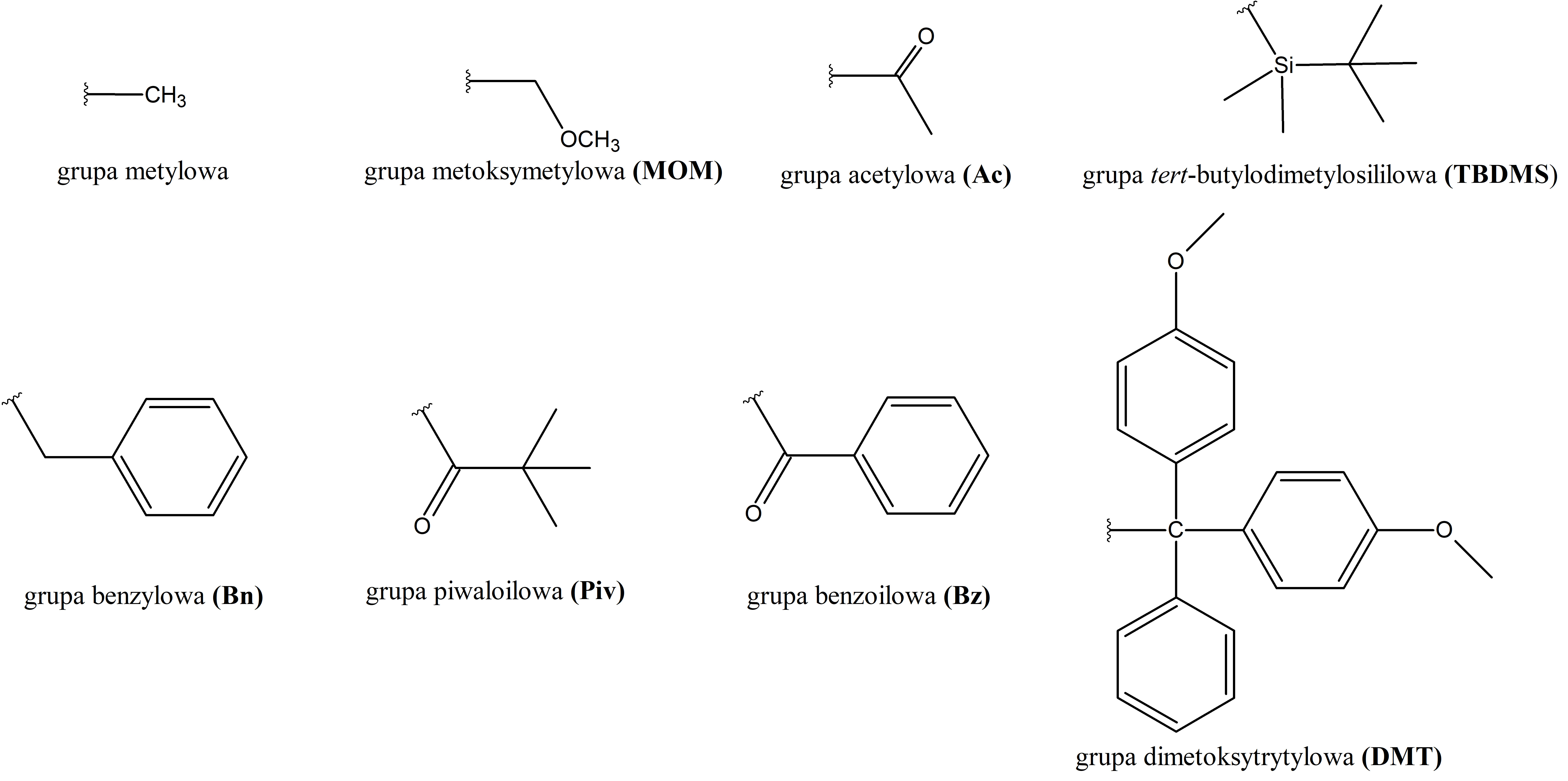
Struktury wybranych grup ochronnych stosowanych do protekcji alkoholi

Wybrane przykłady grup ochronnych alkoholi:
Etery
- eter metylowy (−Me) – jego stosowanie ogranicza się do ochrony grup fenolowych (Ar−OH); może zostać utworzony w wyniku np. reakcji Williamsona; do deprotekcji wymagane są stosunkowo drastyczne warunki, m.in. działanie BCl
3, BBr
3, AlCl
3 lub silnymi kwasami protonowymi, np. HBr lub MeSO
3H[4],
- eter benzylowy (−Bn) – usuwany w wyniku hydrogenacji[3][5],
- eter trytylowy (−CPh
3, Tr) oraz jego pochodne, np. dimetoksytrytylowy (DMT) – usuwany za pomocą kwasu[6]; często wykorzystywane w syntezie oligonukleotydów[7],
- eter metoksymetylowy (−CH
2OCH
3, MOM) – grupa typu acetalu, usuwana w środowisku silnie kwasowym[8],
- etery sililowe, np. trimetylosililowy (−SiMe
3, TMS) lub tert-butylodimetylosililowy (−SiMe
2tBu, TBDMS, TBS) – usuwane selektywnie za pomocą anionu fluorkowego[3][9].

Estry
Estrowe grupy ochronne wprowadzane są w reakcji alkoholi z odpowiednimi chlorkami lub bezwodnikami kwasowymi. Usuwane są przez hydrolizę w środowisku zasadowym. Ich trwałość rośnie wraz z zawadą przestrzenną: Pv > Bz > Ac. Przykłady:
- grupa acetylowa (−C(O)CH
3, Ac) – poza warunkami zasadowymi można ją usunąć przez transestryfikację w warunkach kwasowych w obecności wody lub alkoholu[11],
- grupa benzoilowa (−C(O)Ph, Bz)[12],
- grupa piwaloilowa (−C(O)C(CH
3)
3, Piv, Pv) – ze względu na stosunkowo dużą trwałość w warunkach zasadowych do jej usuwania stosuje się również inne warunki, np. redukcję za pomocą (iBu)
2AlH[13].

### Grupy stosowane do protekcji amin

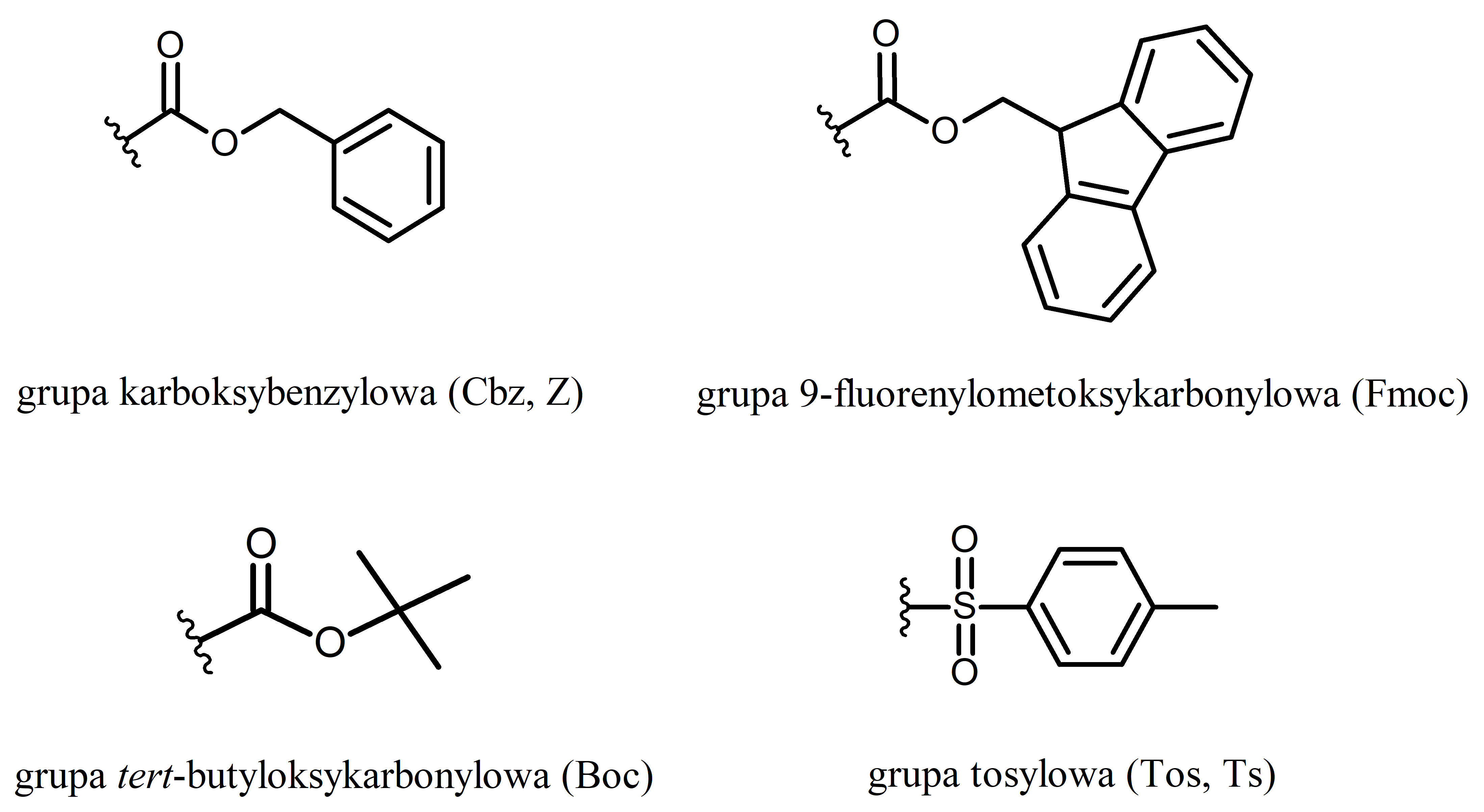
Struktury wybranych grup ochronnych stosowanych do protekcji amin

Wiele grup ochronnych alkoholi może być również wykorzystane do zabezpieczania grup aminowych, np. grupa acetylowa (Ac), benzylowa (Bn), benzoilowa (Bz). Pozostałe grupy ochronne amin:
- grupa benzyloksykarbonylowa (Cbz, Z) – może być usuwana na trzy sposoby: (i) redukcja roztwarzanym metalem alkalicznym (np. Na/NH
3), (ii) środowisko kwasowe lub (iii) hydrogenacja[14],
- grupa tert-butyloksykarbonylowa (BOC) – często wykorzystywana w syntezie peptydów na fazie stałej (ang. solid phase peptide synthesis, SPPS); usuwana za pomocą mocnego kwasu[15],
- grupa 9-fluorenylometoksykarbonylowa (Fmoc) – wykorzystywana w syntezie peptydów na fazie stałej; usuwana w warunkach bezwodnych za pomocą amin, np. piperydyny, morfoliny, amoniaku lub DBU, zwykle w rozpuszczalnikach polarnych, takich jak acetonitryl lub DMF[16],
- grupy arylosulfonowe, np. fenylosulfonowa (PhSO
2) lub tosylowa (Ts) – bardzo trwałe w większości warunków; usuwane przez redukcję roztwarzanym metalem alkalicznym[17],
- grupa ftaloilowa (Phth) – do ochrony pierwszorzędowych amin poprzez utworzenie ftalimidu w reakcji z bezwodnikiem ftalowym; usuwana np. w warunkach zasadowych lub hydrazyną[18].

### Grupy stosowane do protekcji kwasów karboksylowych
Zabezpieczanie grupy karboksylowej najczęściej odbywa się poprzez przekształcenie jej w grupę estrową, tworząc następujące ugrupowania:
- estry metylowe,
- estry benzylowe,
- estry tert-butylowe,
- estry sililowe.

### Protekcja pozostałych grup funkcyjnych
Grupy karbonylowe są najczęściej blokowane z utworzeniem acetali i ketali. 1,2-Diole mogą zostać zabezpieczone poprzez utworzenie cyklicznego ketalu. Usunięcie takiego rodzaju protekcji zachodzi pod wpływem kwasu.
Grupa fosforanowa może być zabezpieczona za pomocą grupy 2-cyjanoetylowej, co jest często wykorzystywane w syntezie oligonukleotydów.

## Ortogonalność grup ochronnych
Grupy protekcyjne, których usunięcie zachodzi w odmiennych warunkach (niezależnie od siebie), nazywa się ortogonalnymi grupami ochronnymi.